# Distrikt El Parco
Der Distrikt El Parco liegt in der Provinz Bagua in der Region Amazonas in Nord-Peru. Der Distrikt wurde am 1. September 1941 gegründet. Er besitzt eine Fläche von 18,2 km². Beim Zensus 2017 wurden 1293 Einwohner gezählt. Im Jahr 1993 lag die Einwohnerzahl bei 1064, im Jahr 2007 bei 1274. Sitz der Distriktverwaltung ist die 605 m hoch gelegene Ortschaft El Parco mit 671 Einwohnern (Stand 2017). El Parco befindet sich etwa 6 km ostnordöstlich der Provinzhauptstadt Bagua.

## Geographische Lage
Der Distrikt El Parco liegt im Süden der Provinz Bagua. Das Areal wird nach Westen zum Río Utcubamba hin entwässert.
Der Distrikt El Parco grenzt im Südwesten und im Westen an den Distrikt Bagua sowie im Norden und im Osten an den Distrikt La Peca.